# Ноехонское сельское поселение
Се́льское поселе́ние «Ноехо́нское» (бур. Ноëхоной hомон) — муниципальное образование в Селенгинском районе Бурятии Российской Федерации.
Административный центр — улус Зурган-Дэбэ. Включает 4 населённых пункта.

## География
МО СП «Ноехонское» находится в юго-восточной части района в междуречье Чикоя, Селенги и Хилка, в местности Ноехон.
По территории поселения проходит региональная автодорога Бурятии Стрелка — Зурган-Дэбэ — Подлопатки.

## История
Статус и границы сельского поселения установлены Законом Республики Бурятия от 31 декабря 2004 года № 985-III «Об установлении границ, образовании и наделении статусом муниципальных образований в Республике Бурятия»

## Население
| 2002 | 2011 | 2012 | 2013 | 2014 | 2015 | 2016 |
| ---- | ---- | ---- | ---- | ---- | ---- | ---- |
| 1037 | ↘986 | ↘960 | ↘932 | ↘914 | ↘867 | ↘840 |
| 2017 | 2018 | 2019 | 2020 | 2021 | 2023 | 2024 |
| ↘815 | ↘789 | ↘781 | ↘772 | ↗782 | ↘758 | ↘730 |

## Состав сельского поселения
| № | Населённый пункт | Тип населённого пункта       | Население |
| - | ---------------- | ---------------------------- | --------- |
| 1 | Залан            | улус                         | ↘74       |
| 2 | Зурган-Дэбэ      | улус, административный центр | ↘878      |
| 3 | Мэнгэй           | улус                         | ↘13       |
| 4 | Тухум            | улус                         | ↘20       |